# Michael Hettinger
Michael Hettinger (* 13. Juli 1948 in Speyer) ist ein deutscher Rechtswissenschaftler und Inhaber des Lehrstuhls für Strafrecht, Strafprozessrecht und Strafrechtsgeschichte an der Johannes Gutenberg-Universität Mainz.

## Leben
Hettinger studierte an der Universität Heidelberg, wurde dort 1981 mit der Dissertation Das Doppelverwertungsverbot bei strafrahmenbildenden Umständen zum Dr. iur. utr. promoviert und habilitierte dort mit dem Thema: Die „actio Libera in Causa“: Eine historisch-dogmatische Untersuchung bei Wilfried Küper. Nach einer Tätigkeit als Rechtsanwalt und einer Professur an der Universität Würzburg ist er heute Lehrstuhlinhaber für Strafrecht, Strafprozessrecht und Strafrechtsgeschichte an der Johannes Gutenberg-Universität Mainz. Seine Forschungsschwerpunkte liegen in der Strafrechtsdogmatik, dem Strafzumessungsrecht, der Gesetzgebungsmethodik, der Geschichte des Strafrechts und Strafprozessrechts sowie in der Kriminalpolitik. Unter anderem ist er Mitherausgeber des Goltdammer’s Archiv für Strafrecht und derzeitiger Autor des von Johannes Wessels begründeten Standardwerks „Strafrecht Besonderer Teil/1: Straftaten gegen Persönlichkeits- und Gemeinschaftswerte“. Hettinger ist verheiratet, lebt in der Nähe von Bad Kreuznach und hat zwei Kinder.

## Selbständige Schriften (Auswahl)
- Strafrecht Besonderer Teil/1: Straftaten gegen Persönlichkeits- und Gemeinschaftswerte, 37. Aufl., Heidelberg 2013 (übern. v. Johannes Wessels).
- Das Doppelverwertungsgebot bei strafrahmenbildenden Umständen, Heidelberg 1981.
- Das Fragerecht der Verteidigung im reformierten Inquisitionsprozeß, dargestellt am badischen Strafverfahrensrecht von 1845/51 im Vergleich mit anderen Partikulargesetzen, Berlin 1985.
- Die „actio libera in causa“: Eine historisch-dogmatische Untersuchung, Heidelberg 1986/1987.
- Entwicklungen im Strafrecht und Strafverfahrensrecht der Gegenwart: Versuch einer kritischen Bestandsaufnahme, Heidelberg 1997.
- Reform des Sanktionsrecht (Hrsg.): 4 Bd., Baden-Baden 2001/2002.
- Festschrift für Wilfried Küper zum 70. Geburtstag (Hrsg.), Heidelberg 2007.

## Aufsätze (Auswahl)
- Die Bewertung der „aberratio ictus“ beim Alleintäter, in: Goltdammer’s Archiv für Strafrecht (GA) 1990, S. 531 ff.
- Zur Systematisierung der Strafrechtsnormen, in: JuS 1997 L 33 ff./L 41 ff.
- Der sog. dolus generalis: Sonderfall eines „Irrtums über den Kausalverlauf“?, in: FS-Spendel, 237 ff.
- Die zentrale Bedeutung des Bestimmtheitsgrundsatzes (Art. 103 II GG), in: JuS 1997 L 25 ff.
- Über den Begriff der minder schweren Fälle – ein Beitrag zu ihrer Entstehungsgeschichte, in: 140 Jahre Goltdammer’s Archiv für Strafrecht (hrsg. von Jürgen Wolter), 77 ff.